# Novoržev
Novoržev (anche traslitterata come Novorzhev) è una cittadina della Russia occidentale (oblast' di Pskov), situata sul fiume Sorot', 144 km a sudest del capoluogo. È capoluogo del distretto omonimo.
Fondata nel 1777, ottenne da Caterina II lo status di città nello stesso anno.

## Società

### Evoluzione demografica
Fonte: mojgorod.ru
- 1897: 2.838
- 1939: 3.600
- 1959: 2.813
- 1989: 5.100
- 2002: 4.125
- 2007: 4.000
- 2010: 3.695